# Andreas Widhölzl
Andreas Widhölzl (St. Johann in Tirol, 14 de octubre de 1976) es un deportista austríaco que compitió en salto en esquí.
Participó en tres Juegos Olímpicos de Invierno, entre los años 1998 y 2006, obteniendo en total tres medallas, dos de bronce en Nagano 1998, en la pruebas de trampolín normal individual y trampolín grande por equipo (junto con Reinhard Schwarzenberger, Martin Höllwarth y Stefan Horngacher) y una de oro en Turín 2006, en el trampolín grande por equipo (con Andreas Kofler, Martin Koch y Thomas Morgenstern).
Ganó tres medallas en el Campeonato Mundial de Esquí Nórdico, en los años 1999 y 2005.

## Palmarés internacional
| Juegos Olímpicos   | Juegos Olímpicos      | Juegos Olímpicos  | Juegos Olímpicos |
| Año                | Lugar                 | Medalla           | Prueba           |
| ------------------ | --------------------- | ----------------- | ---------------- |
| 1998               | Nagano (Japón)        | Medalla de bronce | TN individual    |
| 1998               | Nagano (Japón)        | Medalla de bronce | TG por equipo    |
| 2006               | Turín (Italia)        | Medalla de oro    | TG por equipo    |
| Campeonato Mundial |                       |                   |                  |
| Año                | Lugar                 | Medalla           | Prueba           |
| 1999               | Ramsau (Austria)      | Medalla de bronce | TG por equipo    |
| 2005               | Oberstdorf (Alemania) | Medalla de oro    | TN por equipo    |
| 2005               | Oberstdorf (Alemania) | Medalla de oro    | TG por equipo    |